# Dick van Burik
Dick van Burik (* 29. November 1973 in Utrecht) ist ein ehemaliger niederländischer Fußballspieler, der als Innenverteidiger gespielt hat.

## Fußballkarriere
Van Burik begann beim Ultraejectum Utrecht mit dem Fußballspiel. Über DSO Zoetermeer und Elinkwijk Utrecht kam er in die Jugendabteilung von Ajax Amsterdam. Da er sich aber nicht für die Profiabteilung des niederländischen Renommierklubs empfehlen konnte, wechselte er 1993 zu NAC Breda, bei dem er sein Erstligadebüt gab. 1996 kam er dann zum FC Utrecht.
Nach dem Wiederaufstieg von Hertha BSC in die Fußball-Bundesliga im Jahre 1997 verpflichteten die Berliner van Burik. In Berlin spielte der Niederländer in zehn Jahren 245 Bundesligaspiele und schoss dabei 7 Tore.
Im Juni 2007 gab Hertha die Trennung von seinem langjährigen Abwehrchef van Burik bekannt. Ihm wurde von dem Berliner Club vorgeworfen, er hätte Kevin und Jérôme Boateng bei ihrer Entscheidung, Hertha zu verlassen, den Rücken gestärkt und sei als verlängerter Arm seines Vaters aufgetreten. Beide Seiten waren aber der Auffassung, dass verschiedene Gründe dafür sprechen, den bis 30. Juni 2008 laufenden Vertrag aufzulösen. Daraufhin verkündete van Burik sein Karriereende und äußerte den Wunsch, Spielerberater in den Niederlanden zu werden. Der ehemalige Kapitän und Vater dreier Töchter war fast auf den Tag genau zehn Jahre bei Hertha BSC. Van Burik ist Vater von Dominique, Michele und Estelle van Burik.
Von Februar bis Juni 2010 war er Assistant Manager beim Niederländischen SC Heerenveen. Er leitet zusammen mit seinem Vater die Fußballagentur EuroSoccerAdvice und besitzt ein Unternehmen für protective coatings, VB Coatings/Line-X Nederland.

## Erfolge
- Ligapokal-Sieger: 2001 und 2002 mit Hertha BSC